# Baltasar Teles

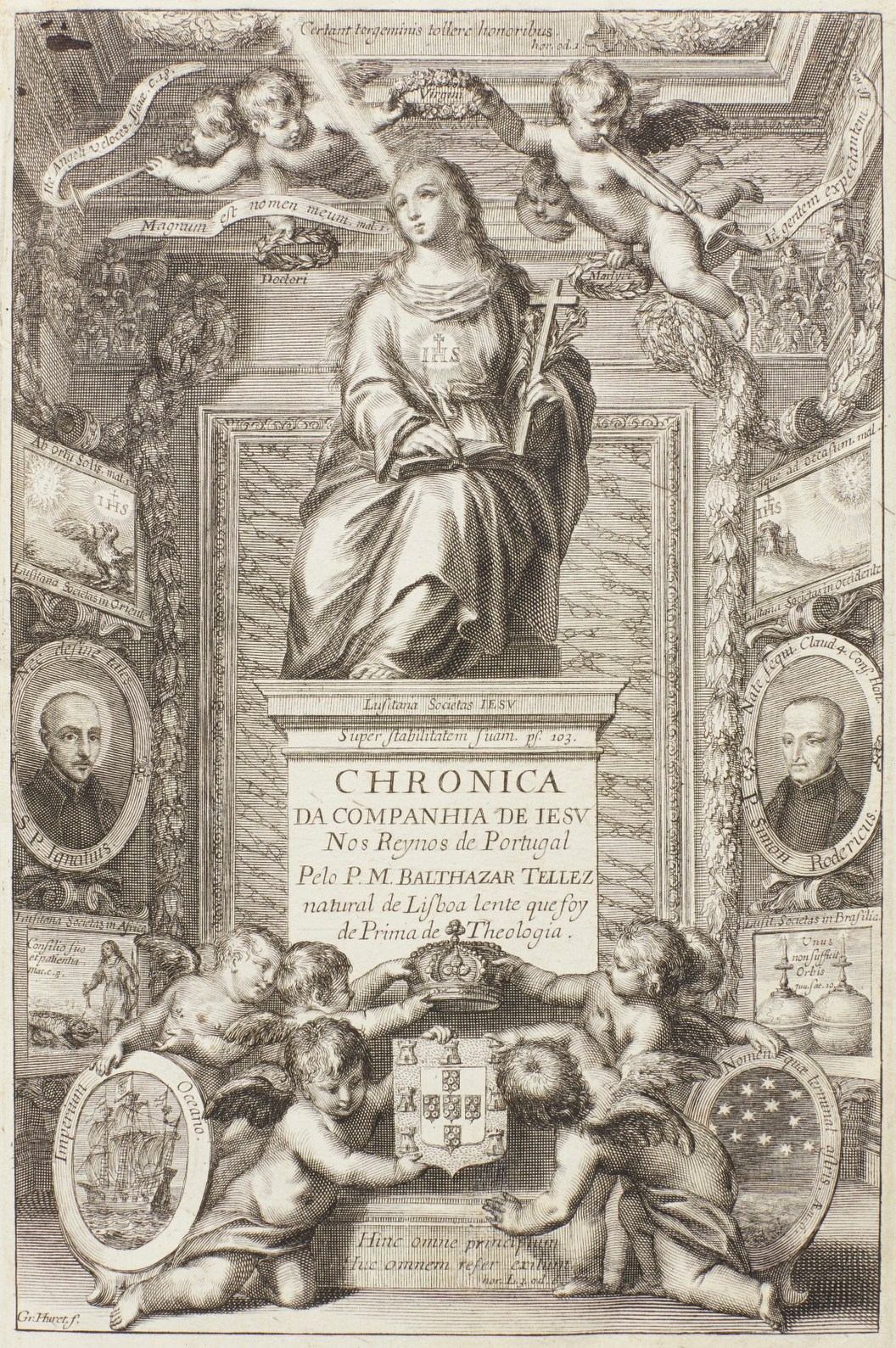
Portada de la Crónica de la Compañía de Jesus, 1645-47

Baltasar Teles (Lisboa, 11 de enero de 1596-Lisboa, 20 de abril de 1675), fue un historiador y filósofo portugués.

## Biografía
Baltasar Teles era hijo de João Teles y de D. Francisca de Morales y bisneto de Francisco de Moraes Cabral. Ingresó en la Compañía de Jesús en 24 de marzo de 1610. Fue profesor en los colegios de la orden religiosa en Évora, Coímbra, Braga y Lisboa, donde enseñó Retórica y Teología Especulativa y Moral. Fue rector del Colegio de San Antonio, rector del Colegio de S. Patricio (de los Irlandeses) y preposte de la Casa de San Roque.

## Obras
- História Geral da Etiópia a Alta (1660)[3][6]
- Summa universae philosophie (1642) (dos volúmenes)[1]
- Crónica da Companhia de Jesus na Província de Portugal e do Que Fizeram nas Conquistas deste Reino os Religiosos que na mesma Província Entraram, nos Anos em Que Viveu Santo Inácio de Loiola (1645 - 1647) (dos volúmenes)[1]